# Карбаев, Кайреден Карбаевич
Кайреден Карбаев — советский хозяйственный, государственный и политический деятель.

## Биография
Родился в 1936 году в селе Новочеркасское. Член КПСС.
Окончил Целиноградский сельскохозяйственный институт по специальности «агроном».
С 1952 — воспитатель в ауле Толкынколь.
В 1958—1961 гг. — инструктор, второй, первый секретарь Новочеркасского райкома ЛКСМ.
В 1961—1972 гг. — инструктор райкома партии, управляющий отделением, секретарь парткома, директор совхоза.
В 1972—1973 гг. — второй секретарь Астраханского райкома партии.
В 1973—1977 гг. — председатель Макинского райисполкома.
В 1977—1989 гг. — первый секретарь Тенгизского, Атбасарского райкомов партии.
В 1989—1992 гг. — председатель Целиноградского облисполкома.
В 1992—1993 гг. — председатель Акмолинского облсовета.
С января 1994 года — председатель правления ТОО «Кыпшак» Астраханского района Акмолинской области.
В 1998—1999 гг. — председатель ревизионной комиссии ОО «Общественный штаб в поддержку кандидата в Президенты Республики Казахстан Н. А. Назарбаева».
Избирался депутатом Верховного Совета Казахской ССР 11-го и 12-го созывов, народным депутатом Казахской ССР.
Награжден двумя орденами Трудового Красного Знамени, орденом «Знак Почета», пятью медалями, почетной грамотой Республики Казахстан.
В Нур-Султане установлена мемориальная доска в честь К.Карбаева.

### Семья
Жена Роза, пять сыновей — Серик, Кабиден, Бауржан, Бейбит, Сабит, и дочь Зауре.